# ویکتور فوئرث
ویکتور فوئرث (انگلیسی: Victor Fürth; ۱۶ فوریهٔ ۱۸۹۳ – ۲۳ اوت ۱۹۸۴) معمار، و استاد دانشگاه اهل ایالات متحده آمریکا بود.